# Ipoteza vânătorii
În paleoantropologie, ipoteza vânătorii este ipoteza potrivit căreia evoluția umană a fost în primul rând influențată de activitatea de vânătoare a animalelor relativ mari și rapide și că activitatea de vânătoare a strămoșilor omului îi distinge de alte primate.  